# Periyar
El Periyar és un riu de Kerala, Índia, el més llarg de l'estat amb 244 km. Abasteix d'aigua les principals ciutats.
Neix als Ghats Occidentals i corre al nord pel Parc Nacional del Periyar fins al Llac Periyar una reserva artificial d'aigua de 55 km² creada el 1895 quan es va construir una presa de la qual l'aigua és desviada del llac cap al riu Vaigai a Tamil Nadu per un túnel que creua els Ghats. Des del llac el riu segueix al nord-oest fins al llac Vembanad i després desaigua a la mar d'Aràbia prop de Kondugalur. A Alwaye el riu es divideix en dues branques, la principal seguint cap a Pallipur i la segona, al sud, subdividida al seu torn en dues branques a Varanpulai, una que es perd a l'estuari entre nombrosos canals i una altra que segueix més al sud fins al llac Tripunathorai on desaigua.
Afluents principals són el Sherdoni, Muthirapuzha, el Mullayar (Mallai), el Cheruthoni, el Perinjankutti (Peringakotai), Mudrapalli, Kundanpara i el Edamala (Eddamalai).
La presa de Idukki, és la segona més gran del món de doble curvatura parabòlica i petit arc, i la primera d'Àsia. Produeix 780 Mw d'electricitat.
El riu està greument contaminant pels abocaments industrials.